# Mimolochus hoefneri
Mimolochus hoefneri är en skalbaggsart som först beskrevs av Thomson 1865.  Mimolochus hoefneri ingår i släktet Mimolochus och familjen långhorningar. Inga underarter finns listade i Catalogue of Life.